# Ion Negulescu

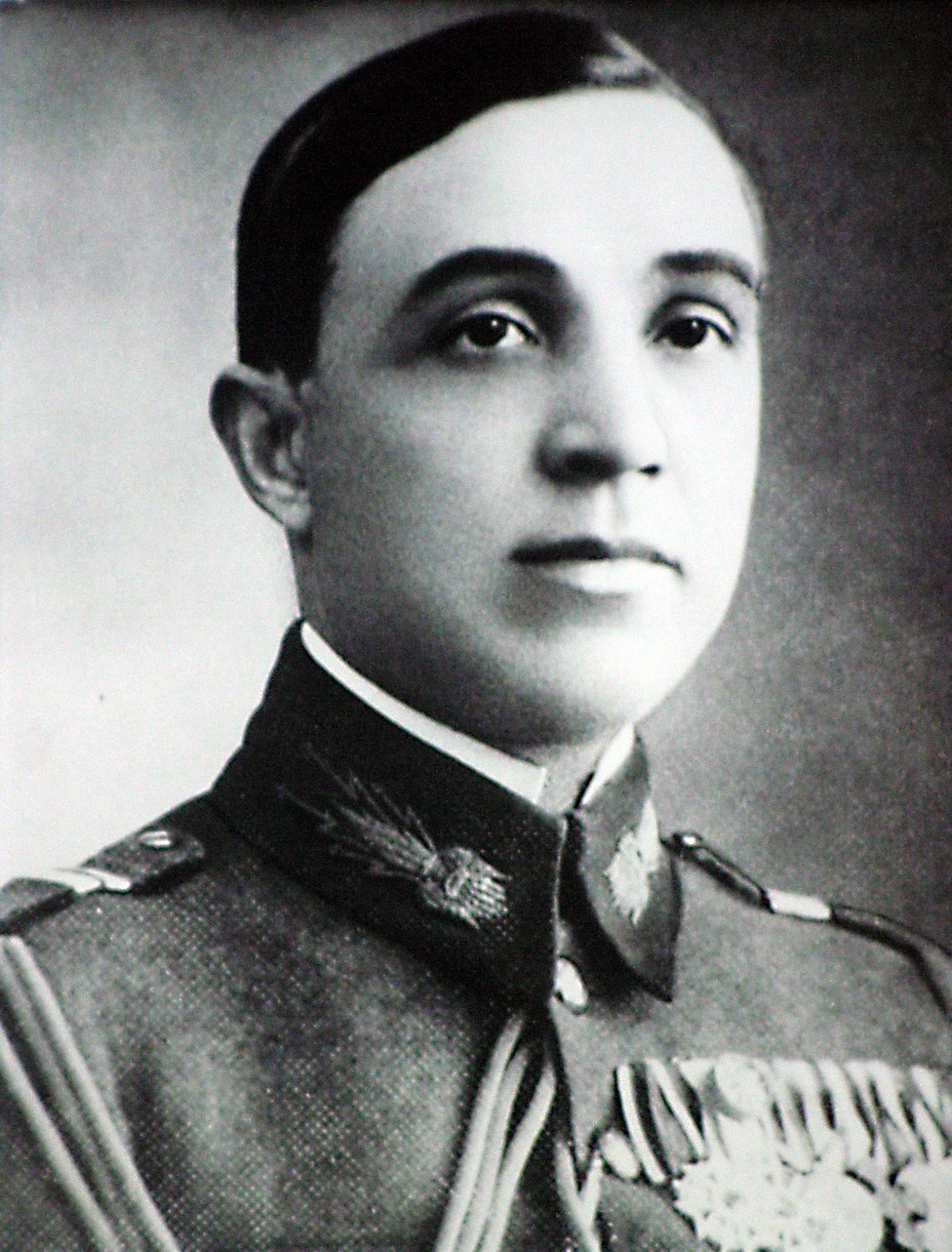
Generalul Ion Negulescu.

C. P. Ion Negulescu (n. 1 aprilie 1887, Turnu Măgurele – d. 1 aprilie 1949, Închisoarea Jilava) a fost un general român, care a îndeplinit funcția de Ministru al Războiului în Guvernul Nicolae Rădescu (6 decembrie 1944 - 28 februarie 1945).

## Biografie
Ion Negulescu s-a născut la data de 1 aprilie 1887, în orașul Turnu Măgurele. Grade: sublocotenent - 01.07.1908, locotenent - 01.10.1911, căpitan - 01.04.1916, maior - 01.09.1917, locotenent-colonel - 10.05.1923, colonel - 01.10.1929, general - 01.04.1937.
Participant la Primul Război Mondial, a comandat o baterie de artilerie grea, cu care s-a remarcat în bătăliile de la “Porțile Moldovei”.
A fost înaintat la gradul de general de divizie cu începere de la data de 8 iunie 1940.
În perioada 4 iunie 1941 - 6 decembrie 1944 generalul de corp de armată Ion Negulescu a fost comandantul Corpului de Grăniceri. A apărat satele bucovinene de jafurile, violurile și distrugerile soldaților sovietici și a încurajat mișcarea de rezistență din zonă.
A îndeplinit apoi funcția de Ministru al Războiului în guvernele conduse de generalii Constantin Sănătescu și Nicolae Rădescu (7 decembrie 1944 – 6 martie 1945).
După instalarea guvernului Petru Groza, generalul de corp de armată Ioan Negulescu a fost trecut din oficiu în poziția de rezervă, alături de alți generali, prin decretul nr. 860 din 24 martie 1945, invocându-se legea nr. 166, adoptată prin decretul nr. 768 din 19 martie 1945, pentru „trecerea din oficiu în rezervă a personalului activ al armatei care prisosește peste nevoile de încadrare”.
A fost arestat la 29 decembrie 1948, fiind acuzat de apartenență la “Mișcarea Națională de Rezistență”, care era o mișcare anticomunistă, murind în penitenciarul Jilava la 1 aprilie 1949.
A fost decorat cu Ordinul “Coroana României” clasa a III-a.

## Decorații
- Ordinul „Steaua României” în gradul de Comandor (8 iunie 1940)[5]
- Ordinul Meritul Cultural, în gradul de Cavaler cl. II, pentru opere de cultură (1 februarie 1943)[6]